# Schloss Gossersdorf

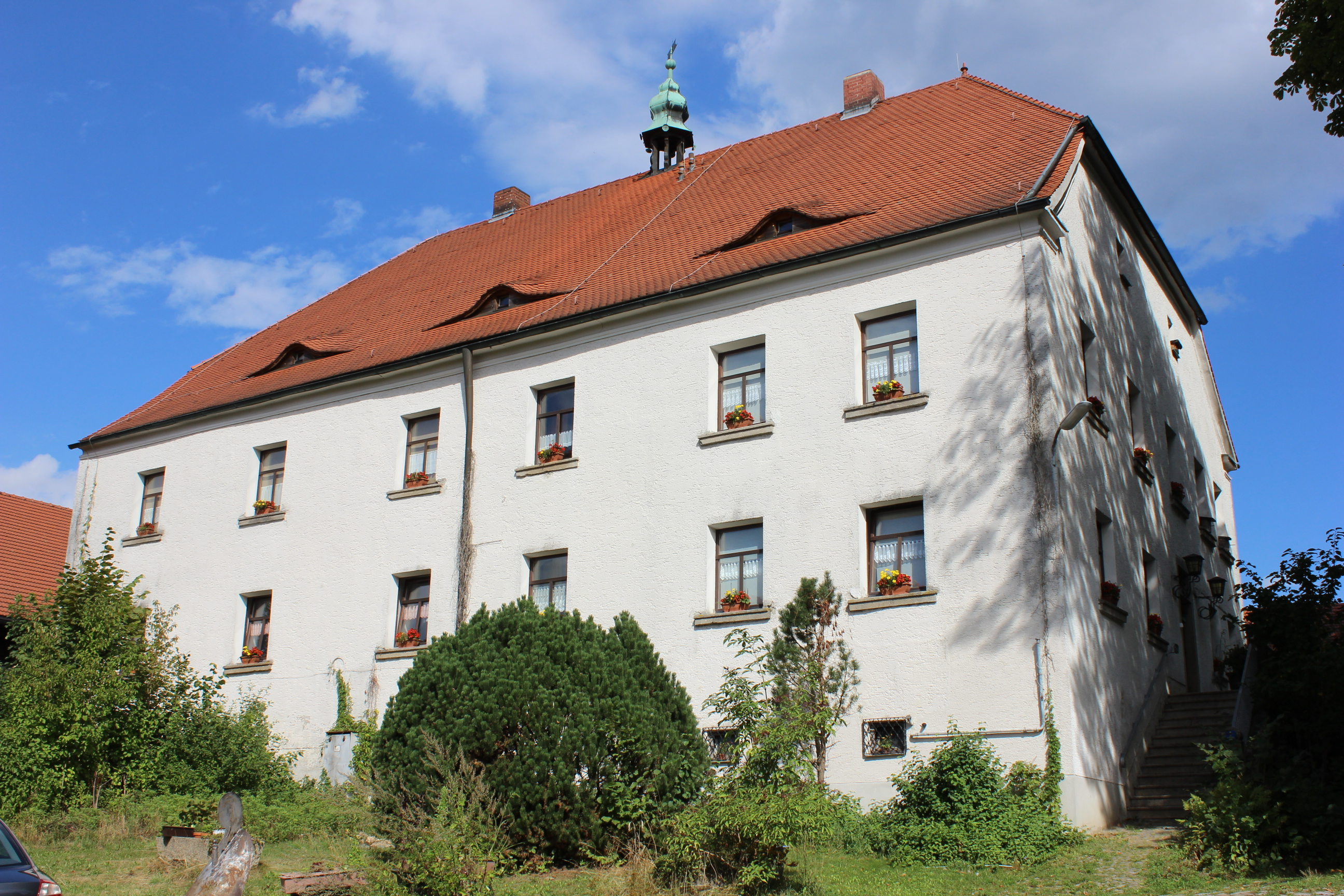
Schloss Gossersdorf

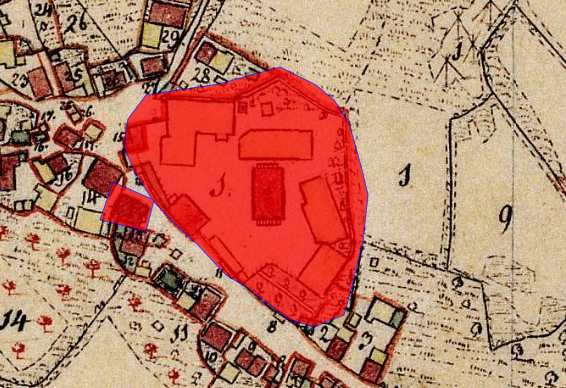
Lageplan von Schloss Gossersdorf auf dem Urkataster von Bayern

Das Schloss Gossersdorf ist ein ehemaliges Hofmarksschloss des Klosters Oberalteich in Gossersdorf (Gemeinde Konzell) im niederbayerischen Landkreis Straubing-Bogen. Das Schloss ist unter der Aktennummer D-2-78-143-22 als Baudenkmal verzeichnet. Die Anlage wird ferner als Bodendenkmal unter der Aktennummer D-2-6942-0019 mit der Beschreibung „untertägige mittelalterliche und frühneuzeitliche Befunde im Bereich des Schlosses von Gossersdorf samt Schlossbrauerei und deren Vorgängerbauten“ geführt.

## Geschichte
Gossersdorf war bis 1242 Eigentum der Grafen von Bogen. Der Name leitet sich vermutlich her von Gozzo, einem nicht näher bekanntem Lehnsmann der Grafen. Aus Gozzentorf (nach Gozzo) wurde Gossentorf, Grossmanndorf und schließlich der heutige Name Gossersdorf. Der alte Adelssitz wurde nach 1311 zur Hofmark. Damit einher ging das Recht der niederen Gerichtsbarkeit. Am 5. Oktober 1551 kauften Andreas und Elisabeth Wörner die Hofmark Gossersdorf von Albrecht Notthaft von Wernberg auf Altrandsberg. Deren Sohn Georg Wörner von Birnbrunn auf Gossersdorf erbaute um 1600 in Gossersdorf eine Weißbierbrauerei. 1602 verkaufte er die Hofmark und das Bräuhaus an den bayerischen Herzog Maximilian I. Verwaltet wurde die Hofmark durch das Rentamt Straubing. Ab 1781 waren das Schloss und die Brauerei in der Hand von Pächtern, bis 1775 die Hofmark Gossersdorf zum Verkauf angeboten wurde. Das Kloster Oberalteich erwarb am 25. August 1776 die Hofmark um 14.000 Gulden und die Brauerei um 7.000 Gulden. Franz Anton Rauscher malte 1777 ein Bild von der Übergabe der Hofmark an den Abt Joseph Maria Hiendl. In der Zeit der Klosterherrschaft waren Pröpste eingesetzt, das Schloss wurde 1793 neu erbaut. Mit der Säkularisation in Bayern fiel Schloss Gossersdorf einschließlich der Brauerei wieder an den Staat, der es sogleich wieder verkaufte. Die Geschichte der Brauerei Gossersdorf endete erst mit dem Tod von Brauereibesitzer Max Brandl am 22. März 1964. Die Brauerei wurde weitgehend abgerissen, das Schloss in der Ortsmitte Gossersdorfs ist wie die Ökonomiegebäude und Teile der ehemaligen Ringmauer erhalten.

## Baubeschreibung
Schloss Gossersdorf ist ein geschütztes Baudenkmal mit der Aktennummer D-2-78-143-22, die Baubeschreibung des Bayerischen Landesamts für Denkmalpflege lautet:
- Zweigeschossiger Rechteckbau mit Halbwalmdach und Sockelgeschoss, erbaut 1793 über älterem Kern
- Ehemalige Schlossbrauerei, 18./19. Jahrhundert, im Kern 17. Jahrhundert
- Ehemalige Stallungen, 18./19. Jahrhundert
- Stattlicher Blockbau-Stadel, 18./19. Jahrhundert
- Mächtiger Stadel mit zwei Tennen, 1. Viertel 19. Jahrhundert
- Unter den Ökonomiegebäuden tonnengewölbte Keller, 17./18. Jahrhundert
- Teile der ehemaligen Ringmauer, mit spitzbogiger Pforte an der Südwestseite des Hofes, 16. Jahrhundert